# Sertânia
Sertânia is een gemeente in de Braziliaanse deelstaat Pernambuco. De gemeente telt 35.914 inwoners (schatting 2009).
De gemeente grenst aan Iguaraci, Ibimirim, Tupanatinga, Buíque, Arcoverde en Custódia.